# Proteuxoa loxosema
Proteuxoa loxosema is een vlinder uit de familie van de uilen (Noctuidae). De wetenschappelijke naam van de soort is voor het eerst geldig gepubliceerd in 1908 door de Australische arts en amateur-entomoloog Alfred Jefferis Turner (1861–1947). Het type werd aangetroffen in Victoria (Australië). Het epitheton loxosema is volgens Turner afgeleid van het Grieks loxosemos, "schuin gemarkeerd".